# Chameera Sajith Kumara
Chameera Sajith Kumara (Sri Lanka, 31 marzo 1989) è un calciatore singalese, centrocampista del Defenders.

## Statistiche

### Presenze e reti nei club
| Stagione        | Squadra         | Campionato      | Campionato | Campionato | Coppe nazionali | Coppe nazionali | Coppe nazionali | Coppe continentali | Coppe continentali | Coppe continentali | Altre coppe | Altre coppe | Altre coppe | Totale | Totale |
| Stagione        | Squadra         | Comp            | Pres       | Reti       | Comp            | Pres            | Reti            | Comp               | Pres               | Reti               | Comp        | Pres        | Reti        | Pres   | Reti   |
| --------------- | --------------- | --------------- | ---------- | ---------- | --------------- | --------------- | --------------- | ------------------ | ------------------ | ------------------ | ----------- | ----------- | ----------- | ------ | ------ |
| 2020            | Defenders       | KPL             | 0          | 0          |                 | -               | -               | AFC Cup            | 2                  | 2                  |             | -           | -           | 2      | 2      |
| Totale carriera | Totale carriera | Totale carriera | 0          | 0          |                 | 0               | 0               |                    | 2                  | 2                  |             | -           | -           | 2      | 2      |

### Cronologia presenze e reti in nazionale
| Cronologia completa delle presenze e delle reti in nazionale ― Sri Lanka | Cronologia completa delle presenze e delle reti in nazionale ― Sri Lanka | Cronologia completa delle presenze e delle reti in nazionale ― Sri Lanka | Cronologia completa delle presenze e delle reti in nazionale ― Sri Lanka | Cronologia completa delle presenze e delle reti in nazionale ― Sri Lanka | Cronologia completa delle presenze e delle reti in nazionale ― Sri Lanka | Cronologia completa delle presenze e delle reti in nazionale ― Sri Lanka | Cronologia completa delle presenze e delle reti in nazionale ― Sri Lanka |
| Data                                                                     | Città                                                                    | In casa                                                                  | Risultato                                                                | Ospiti                                                                   | Competizione                                                             | Reti                                                                     | Note                                                                     |
| ------------------------------------------------------------------------ | ------------------------------------------------------------------------ | ------------------------------------------------------------------------ | ------------------------------------------------------------------------ | ------------------------------------------------------------------------ | ------------------------------------------------------------------------ | ------------------------------------------------------------------------ | ------------------------------------------------------------------------ |
| 2-3-2013                                                                 | Vientiane                                                                | Afghanistan                                                              | 1 – 0                                                                    | Sri Lanka                                                                | AFC Challenge Cup 2013 - 1º turno                                        | -                                                                        | 59’ 67’                                                                  |
| 4-3-2013                                                                 | Vientiane                                                                | Sri Lanka                                                                | 2 – 4                                                                    | Laos                                                                     | AFC Challenge Cup 2013 - 1º turno                                        | -                                                                        | 59’                                                                      |
| 6-3-2013                                                                 | Vientiane                                                                | Sri Lanka                                                                | 3 – 0                                                                    | Mongolia                                                                 | AFC Challenge Cup 2013 - 1º turno                                        | -                                                                        | 85’                                                                      |
| 12-3-2015                                                                | Colombo                                                                  | Sri Lanka                                                                | 0 – 1                                                                    | Bhutan                                                                   | Qual. Mondiali 2018                                                      | -                                                                        | 60’                                                                      |
| 17-3-2015                                                                | Thimphu                                                                  | Bhutan                                                                   | 2 – 1                                                                    | Sri Lanka                                                                | Qual. Mondiali 2018                                                      | -                                                                        | 71’                                                                      |
| 23-12-2015                                                               | Kerala                                                                   | Nepal                                                                    | 0 – 1                                                                    | Sri Lanka                                                                | SAFF Championship 2015 - 1º turno                                        | -                                                                        | 52’                                                                      |
| 3-11-2016                                                                | Kuching                                                                  | Sri Lanka                                                                | 1 – 2                                                                    | Laos                                                                     | AFC Solidarity Cup 2016 - 1º turno                                       | -                                                                        | 73’                                                                      |
| 6-11-2016                                                                | Kuching                                                                  | Mongolia                                                                 | 2 – 0                                                                    | Sri Lanka                                                                | AFC Solidarity Cup 2016 - 1º turno                                       | -                                                                        | 70’                                                                      |
| 9-11-2016                                                                | Kuching                                                                  | Sri Lanka                                                                | 1 – 1                                                                    | Macao                                                                    | AFC Solidarity Cup 2016 - 1º turno                                       | -                                                                        | 46’                                                                      |
| 5-9-2018                                                                 | Dhaka                                                                    | India                                                                    | 2 – 0                                                                    | Sri Lanka                                                                | SAFF Championship 2018 - 1º turno                                        | -                                                                        | 80’                                                                      |
| Totale                                                                   |                                                                          | Presenze                                                                 | 10                                                                       |                                                                          | Reti                                                                     | 0                                                                        |                                                                          |